# Kallon Football Club
Il Kallon Football Club è una società calcistica di Freetown, Sierra Leone. Milita nella Sierra Leone National First Division, la massima divisione del campionato nazionale. Ha assunto questa denominazione nel 2002. In precedenza era chiamato Sierra Ficheries. In ambito nazionale ha vinto quattro campionati ed una coppa.
Prende il nome dal calciatore Mohamed Kallon, che l'ha acquisito nel 2002 per 30.000 dollari, e ne ha acquisito la presidenza.

## Palmarès

### Competizioni nazionali
- Sierra Leone National Premier League: 4

1982, 1986, 1987 (come Sierra Ficheries)
2007
- Sierra Leonean FA Cup: 1

2007

### Altri piazzamenti
- Sierra Leone National Premier League:

Secondo posto: 2019

## Competizioni internazionali
- CAF Champions League

2007 – Primo Turno
- African Cup of Champions Clubs

1983: Secondo Turno
1988: Turno preliminare